# كلة سر سفلي
كلة سر سفلي (بالإنجليزية: Kalleh Sar-e Sofla)‏ هي مستوطنة تقع في قسم اجارود الشمالي الريفي في إيران. يقدر عدد سكانها بـ 89 نسمة .